# Municipio de Saville
El municipio de Saville  (en inglés: Saville Township) es un municipio ubicado en el condado de Perry en el estado estadounidense de Pensilvania. En el año 2000 tenía una población de 2.204 habitantes y una densidad poblacional de 18 personas por km².

## Geografía
El municipio de Saville se encuentra ubicado en las coordenadas 40°27′00″N 77°19′59″O / 40.45000, -77.33306.

## Demografía
Según la Oficina del Censo en 2000 los ingresos medios por hogar en la localidad eran de $39,975 y los ingresos medios por familia eran $44,922. Los hombres tenían unos ingresos medios de $32,352 frente a los $22,336 para las mujeres. La renta per cápita para la localidad era de $16,454. Alrededor del 8,3% de la población estaban por debajo del umbral de pobreza.